# 冉駹
冉駹，又稱日玛、日麦、尔玛；冉，亦作“冄”，中国古代西南民族。是西南夷的一支。
甲骨文稱冉駹為“冉”或“尨”，冉駹的巫师为商王朝重要贞人。西汉武帝元鼎六年（前111年），於冉駹夷的北部地区设立汶山郡，治所在汶江道（今四川茂县）。冉駹地区自然条件差，当地居民无力缴纳
赋税，导致反抗。漢宣帝地节三年（前57年），并入蜀郡为北部都尉。其山有六夷七羌九氐，各有部落。其王侯通晓汉文文书，律法严重。重视妇女。死则烧其尸。土气多寒，盛夏冰还不化，所以冉駹夷人冬天避寒，入蜀为佣人，夏天回家避暑。隋朝开皇八年（588年）冉駹羌作乱，攻汶山、
金川二镇，沙罗率兵击破。

## 延伸阅读
[在维基数据编辑]
 《史記/卷116》，出自司馬遷《史記》